# Urepione
Urepione là một chi bướm đêm thuộc họ Geometridae.